# Wyomissing
Wyomissing ist eine Gemeinde im Berks County im US-Bundesstaat Pennsylvania mit 11.114 Einwohnern (Stand: Volkszählung 2020).

## Geografie
Wyomissing liegt im Osten Pennsylvanias und grenzt an die Stadt Reading, die Verwaltungssitz des Berks Countys ist.

## Geschichte
Die ersten Bewohner des Gebietes um Wyomissing waren Indianer des Stammes Lenni Lenape (Delaware), die an den Ufern des Wyomissing Creek lebten. Es wird vermutet, dass der Name „Wyomissing“ aus der Sprache dieser Indianer stammt, wobei die Bedeutung unklar bleibt.
Im Jahr 1896 begann das heutige Wyomissing Gestalt anzunehmen, als der Holzhändler Thomas P. Merritt aus Reading sechshundert Acres Land erwarb. Im gleichen Jahr eröffneten die deutschen Einwanderer Ferdinand Thun und Henry Janssen die Textilmaschinenfabrik Thun & Janssen in Wyomissing. Durch die landwirtschaftliche und industrielle Entwicklung gewann die Siedlung an Größe, was zur Gründung der Gemeinde Wyomissing am 2. Juli 1906 führte. Der Gemeinderat trat erstmals am 14. September 1906 zusammen und wählte Ferdinand Thun zu seinem Präsidenten.
In den letzten Jahrzehnten sind auf den früher landwirtschaftlich genutzten Flächen der Gemeinde vorwiegend Wohn- und Gewerbegebiete entstanden. Die Bewirtschaftung des letzten Farmlandes wurde in den frühen 1990er Jahren zugunsten der Entwicklung eines Gewerbegebietes aufgegeben. Im Januar 2002 wurde das benachbarte Wyomissing Hills in die Gemeinde Wyomissing eingegliedert. Die Einwohnerzahl Wyomissings stieg damit von 8.587 auf 11.155 bezogen auf die Ergebnisse der Volkszählung des Jahres 2000.

## Bekannte Bewohner
- Dick Hafer (1927–2012), Tenorsaxophonist des Modern Jazz
- Jillian Murray (* 1984), Schauspielerin
- Chad Henne (* 1985), NFL-Quarterback
- Taylor Swift (* 1989), Country-Pop-Sängerin und Songschreiberin